# Episodi di Barry (prima stagione)
La prima stagione della serie televisiva Barry, composta da otto episodi, è stata trasmessa negli Stati Uniti su HBO dal 25 marzo al 13 maggio 2018.
In Italia, la stagione è stata resa disponibile il 12 aprile 2021 su Sky Box Sets e in streaming su Now e andata in onda su Sky Atlantic dal 12 al 26 aprile 2021.
| nº | Titolo originale                                         | Titolo italiano                                             | Prima TV USA   | Pubblicazione Italia |
| -- | -------------------------------------------------------- | ----------------------------------------------------------- | -------------- | -------------------- |
| 1  | Chapter One: Make Your Mark                              | Capitolo uno "lascia il tuo segno"                          | 25 marzo 2018  | 12 aprile 2021       |
| 2  | Chapter Two: Use It                                      | Capitolo due "usalo"                                        | 1º aprile 2018 | 12 aprile 2021       |
| 3  | Chapter Three: Make the Unsafe Choice                    | Capitolo tre "fai la scelta azzardata"                      | 8 aprile 2018  | 12 aprile 2021       |
| 4  | Chapter Four: Commit...To You                            | Capitolo quattro "impegnato... con te"                      | 15 aprile 2018 | 12 aprile 2021       |
| 5  | Chapter Five: Do Your Job                                | Capitolo cinque "fai il tuo lavoro"                         | 22 aprile 2018 | 12 aprile 2021       |
| 6  | Chapter Six: Listen With Your Ears, React With Your Face | Capitolo sei "senti con le orecchie reagisci con la faccia" | 29 aprile 2018 | 12 aprile 2021       |
| 7  | Chapter Seven: Loud, Fast, and Keep Going                | Capitolo sette "a voce alta, veloci e non vi fermate"       | 6 maggio 2018  | 12 aprile 2021       |
| 8  | Chapter Eight: Know Your Truth                           | Capitolo otto "conosci la tua verità"                       | 13 maggio 2018 | 12 aprile 2021       |

## Capitolo uno "lascia il tuo segno"
- Titolo originale: Chapter One: Make Your Mark
- Diretto da: Bill Hader
- Scritto da: Alec Berg e Bill Hader

### Trama
Barry, un ex marine, viene inviato a Los Angeles per uccidere un aspirante attore che ha una relazione con la moglie di un capo della mafia cecena, ma finisce per essere coinvolto in un corso di recitazione tenuto da Gene Cousineau, una mossa che non viene vista di buon grado dai suoi spietati superiori.
- Guest star: Tyler Jacob Moore (Ryan Madison / Richard Krempf), Darrell Britt-Gibson (Jermaine Jefrint), D'Arcy Carden (Natalie Greer), Andy Carey (Eric), Rightor Doyle (Nick Nicholby), Alejandro Furth (Antonio Manuel), Kirby Howell-Baptiste (Sasha Baxter).
- Ascolti USA: telespettatori 0.564[3]

## Capitolo due "usalo"
- Titolo originale: Chapter Two: Use It
- Diretto da: Bill Hader
- Scritto da: Alec Berg e Bill Hader

### Trama
Sulla scia di alcune notizie scioccanti, Gene incoraggia i suoi studenti a canalizzare i loro sentimenti nel loro lavoro. Nel frattempo, deciso a lasciare il suo lavoro e a trascinarsi dietro il passato, Barry cerca di non farsi tirare indietro da Fuches e dai ceceni.
- Guest star: Paula Newsome (Detective Janice Moss), Michael Bofshever (George Krempf), John Pirruccello (Detective John Loach), Darrell Britt-Gibson (Jermaine Jefrint), D'Arcy Carden (Natalie Greer), Andy Carey (Eric), Izzy Diaz (Detective Clark Roberts), Rightor Doyle (Nick Nicholby), Alejandro Furth (Antonio Manuel), Kirby Howell-Baptiste (Sasha Baxter), Mark Ivanir (Vacha).
- Ascolti USA: telespettatori 0.641[4]

## Capitolo tre "fai la scelta azzardata"
- Titolo originale: Chapter Three: Make the Unsafe Choice
- Diretto da: Bill Hader
- Scritto da: Duffy Boudreau

### Trama
Un frustrato Barry manca ad una lezione di recitazione per adempiere a un obbligo; i detective Moss e Loach cercano di ricostruire l'omicidio di Ryan Madison. Gene raccomanda a Barry di non correre altri rischi; Sally viene lanciata durante un'audizione e si rivolge a Barry per il conforto; i ceceni si rallegrano quando arriva un nuovo assassino.
- Guest star: Paula Newsome (Detective Janice Moss), Robert Curtis Brown (Mike Hallman), Kat Foster (Liv), Larry Hankin (Stovka), John Pirruccello (Detective John Loach), Darrell Britt-Gibson (Jermaine Jefrint), Andy Carey (Eric), Rightor Doyle (Nick Nicholby), Alejandro Furth (Antonio Manuel), Kirby Howell-Baptiste (Sasha Baxter), Mark Ivanir (Vacha).
- Ascolti USA: telespettatori 0.595[5]

## Capitolo quattro "impegnato... con te"
- Titolo originale: Chapter Four: Commit...To You
- Diretto da: Maggie Carey
- Scritto da: Sarah Solemani

### Trama
Barry scopre che allontanarsi da Fuches e dai ceceni potrebbe essere più difficile di quanto pensasse; Sally è costernata dall'apprendere che un'audizione organizzata da un potenziale agente ha dei vincoli; Gene promette a Moss una bomba, ma solo a cena; Barry invita un ex commilitone e i suoi due amici a una festa tenuta dalla sua compagna di classe Natalie, dove Zach, un attore emergente, minaccia il reclamo di Barry su Sally.
- Guest star: Jon Hamm (se stesso), Paula Newsome (Detective Janice Moss), Robert Curtis Brown (Mike Hallman), Chris Marquette (Chris Lucado), John Pirruccello (Detective John Loach), Darrell Britt-Gibson (Jermaine Jefrint), D'Arcy Carden (Natalie Greer), Andy Carey (Eric), Rightor Doyle (Nick Nicholby), Alejandro Furth (Antonio Manuel), Kirby Howell-Baptiste (Sasha Baxter), Dimiter D. Marinov (Abbas), Dale Pavinski (Taylor Garrett), Ross Philips (Zach Burrows).
- Ascolti USA: telespettatori 0.511[6]

## Capitolo cinque "fai il tuo lavoro"
- Titolo originale: Chapter Five: Do Your Job
- Diretto da: Hiro Murai
- Scritto da: Ben Smith

### Trama
Barry sembra colpire il pulsante di reset con Sally, ma una scena dal Macbeth innesca una reazione che li allontana; Moss si muove per interrogare i membri del corso di recitazione di Gene dopo aver girato una superficie video; Barry si trova in imbarazzo dopo aver collaborato con Taylor, una nuova conoscenza spericolata, in una pericolosa missione per annientare un gruppo di boliviani.
- Guest star: Paula Newsome (Detective Janice Moss), Chris Marquette (Chris Lucado), John Pirruccello (Detective John Loach), Darrell Britt-Gibson (Jermaine Jefrint), D'Arcy Carden (Natalie Greer), Andy Carey (Eric), Karen David (Sharon Lucado), Rightor Doyle (Nick Nicholby), Alejandro Furth (Antonio Manuel), Kirby Howell-Baptiste (Sasha Baxter), Dale Pavinski (Taylor Garrett).
- Ascolti USA: telespettatori 0.643[7]

## Capitolo sei "senti con le orecchie reagisci con la faccia"
- Titolo originale: Chapter Six: Listen With Your Ears, React With Your Face
- Diretto da: Hiro Murai
- Scritto da: Emily Heller

### Trama
Barry e Fuches ispezionano una pista di atterraggio nel deserto utilizzata dal signore della droga boliviano Cristobal Sifuentes, e Fuches dice a Barry che vuole che Taylor se ne vada. Vacha sembra vendicare l'uomo che ha ucciso suo fratello, nonostante gli ordini di Pazar. Moss cerca di porre fine alla sua relazione con Gene, ma si ritrova nella sua classe in un momento critico.
- Guest star: Paula Newsome (Detective Janice Moss), Chris Marquette (Chris Lucado), John Pirruccello (Detective John Loach), Darrell Britt-Gibson (Jermaine Jefrint), Andy Carey (Eric), Rightor Doyle (Nick Nicholby), Alejandro Furth (Antonio Manuel), Kirby Howell-Baptiste (Sasha Baxter), Mark Ivanir (Vacha), Dale Pavinski (Taylor Garrett).
- Ascolti USA: telespettatori 0.560[8]

## Capitolo sette "a voce alta, veloci e non vi fermate"
- Titolo originale: Chapter Seven: Loud, Fast, and Keep Going
- Diretto da: Alec Berg
- Scritto da: Elizabeth Sarnoff

### Trama
Dopo una sparatoria mortale sulla pista d'atterraggio, Barry deve prendere una decisione difficile per sfuggire alla cattura. Nel frattempo, Pazar incolpa Fuches per averlo convinto a dichiarare guerra a Cristobal Sifuentes. Sally teme che la sua interpretazione nella produzione del corso del Macbeth sarà compromessa, rovinando la sua possibilità di impressionare un altro importante agente di Hollywood.
- Guest star: Paula Newsome (Detective Janice Moss), Chris Marquette (Chris Lucado), John Pirruccello (Detective John Loach), Karen David (Sharon Lucado), Michael Irby (Cristobal Sifuentes).
- Ascolti USA: telespettatori 0.636[9]

## Capitolo otto "conosci la tua verità"
- Titolo originale: Chapter Eight: Know Your Truth
- Diretto da: Alec Berg
- Scritto da: Alec Berg e Bill Hader

### Trama
Barry giura di rinunciare alla sua vita da criminale, una volta per tutte. Nel frattempo, Pazar chiede la sostituzione di Vacha per prendersi cura di Fuches; e Moss e la sua squadra si avvicinano a un grosso arresto nella speranza di chiudere definitivamente il caso Madison.
- Guest star: Paula Newsome (Detective Janice Moss), John Pirruccello (Detective John Loach), Darrell Britt-Gibson (Jermaine Jefrint), D'Arcy Carden (Natalie Greer), Andy Carey (Eric), Rightor Doyle (Nick Nicholby), Alejandro Furth (Antonio Manuel), Kirby Howell-Baptiste (Sasha Baxter), Michael Irby (Cristobal Sifuentes), Mark Ivanir (Ruslan), Gary Kraus (Krauss).
- Ascolti USA: telespettatori 0.548[10]